# Biserica de lemn din Nistorești, Vrancea

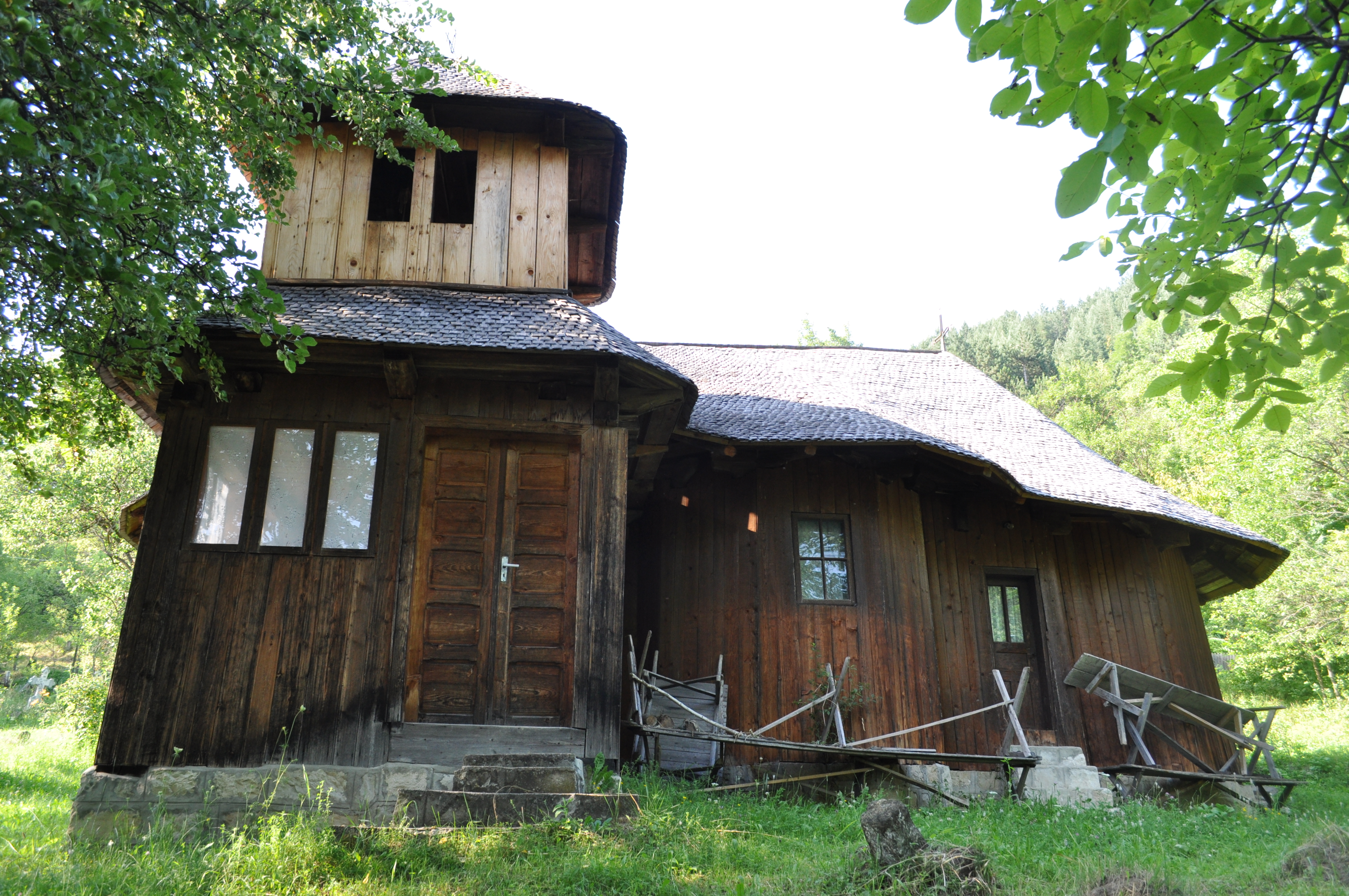
Biserica de lemn „Sfântul Nicolae” din Nistorești, comuna Nistorești, județul Vrancea, foto: iulie 2011.

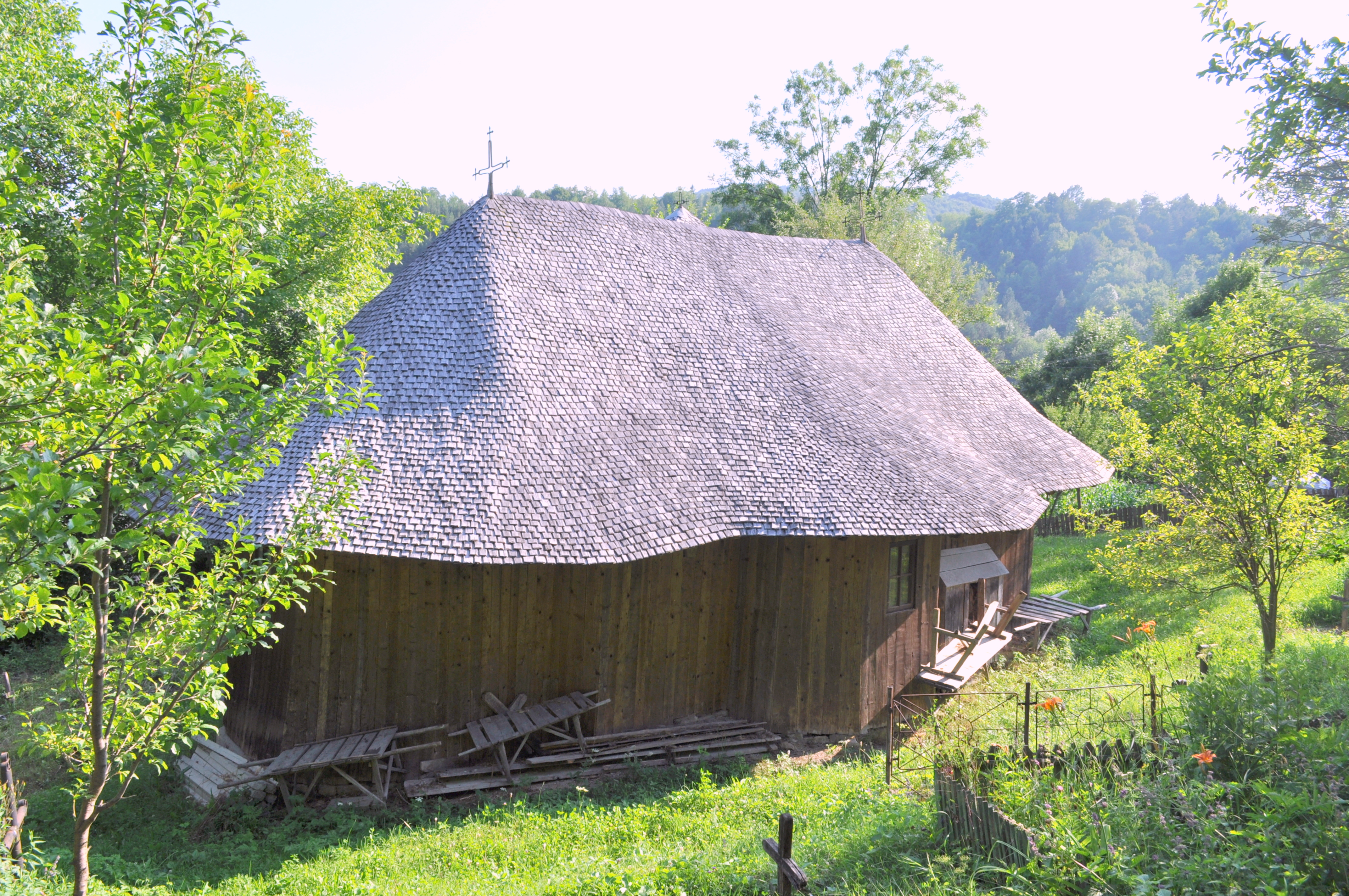
Biserica (nord-est)

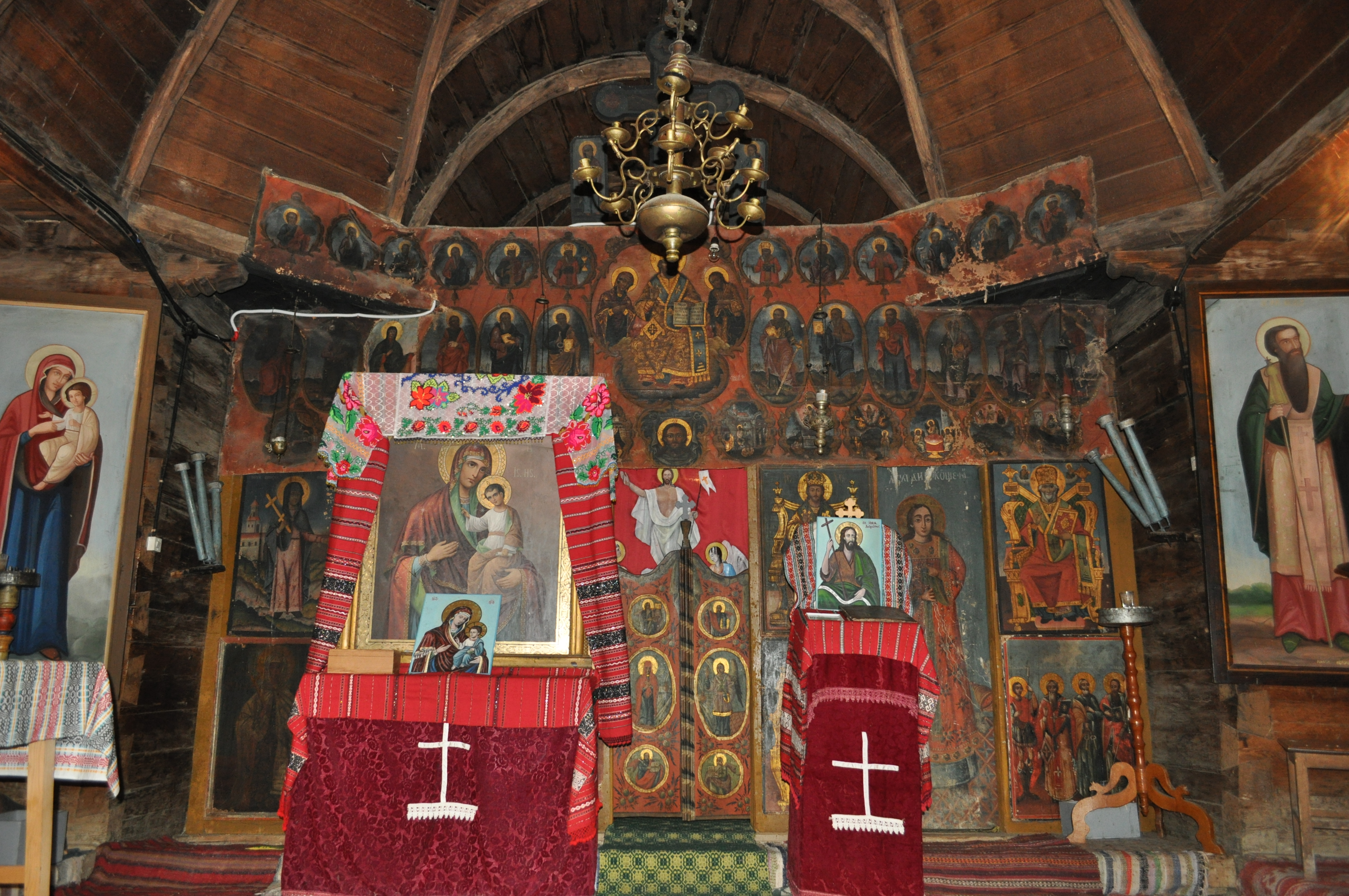
Interiorul navei

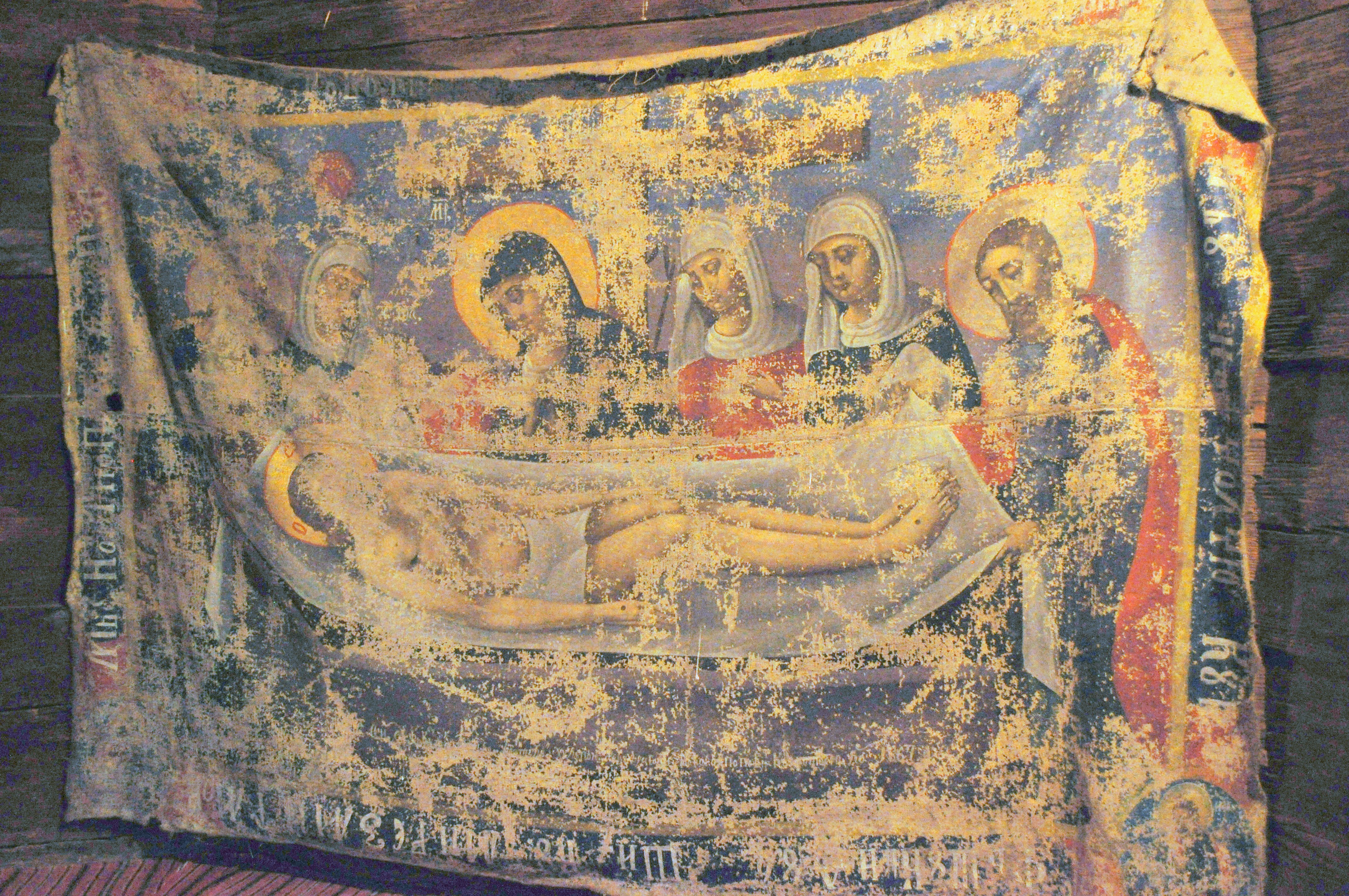
Antimis

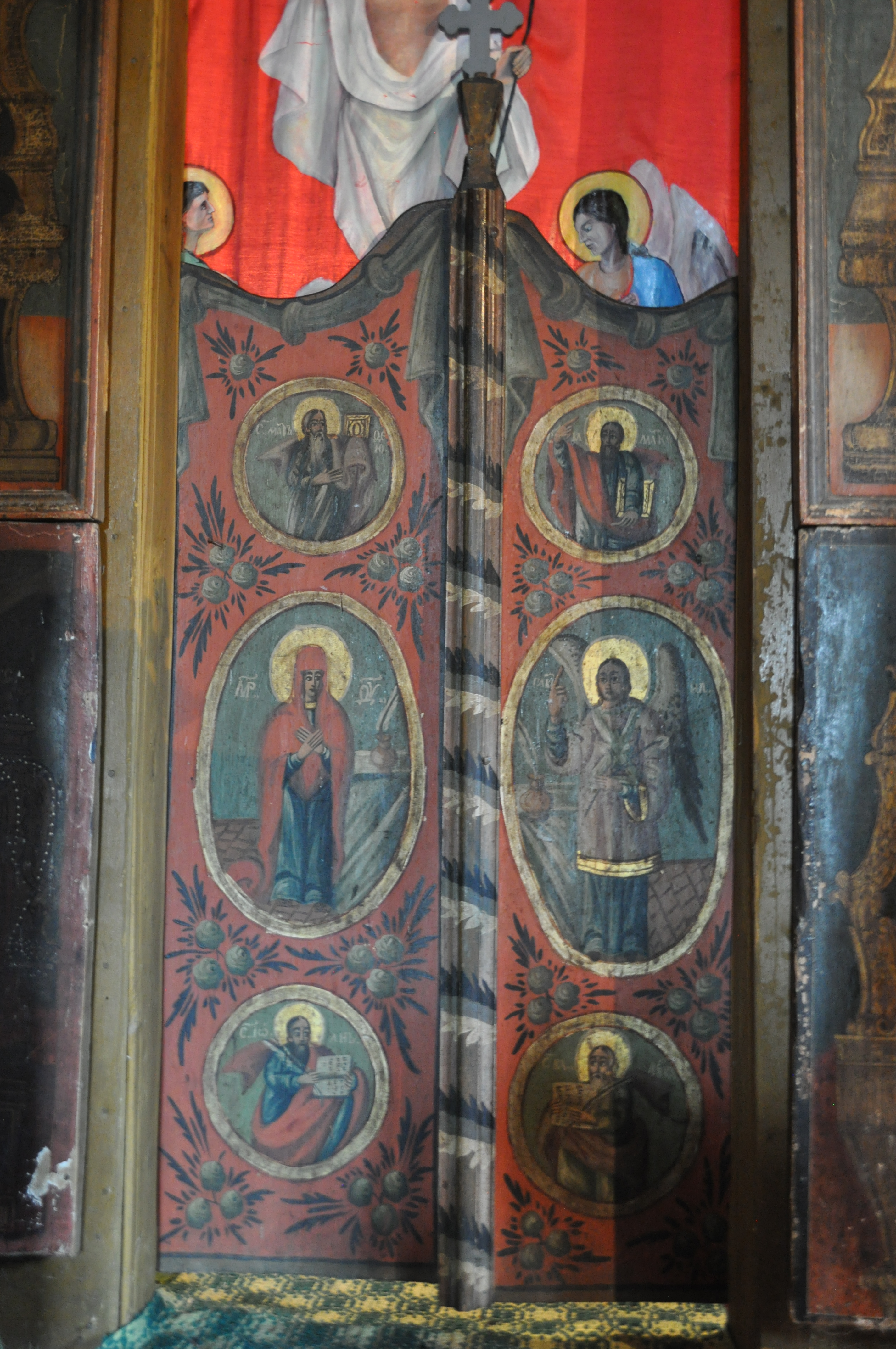
Ușile împărătești

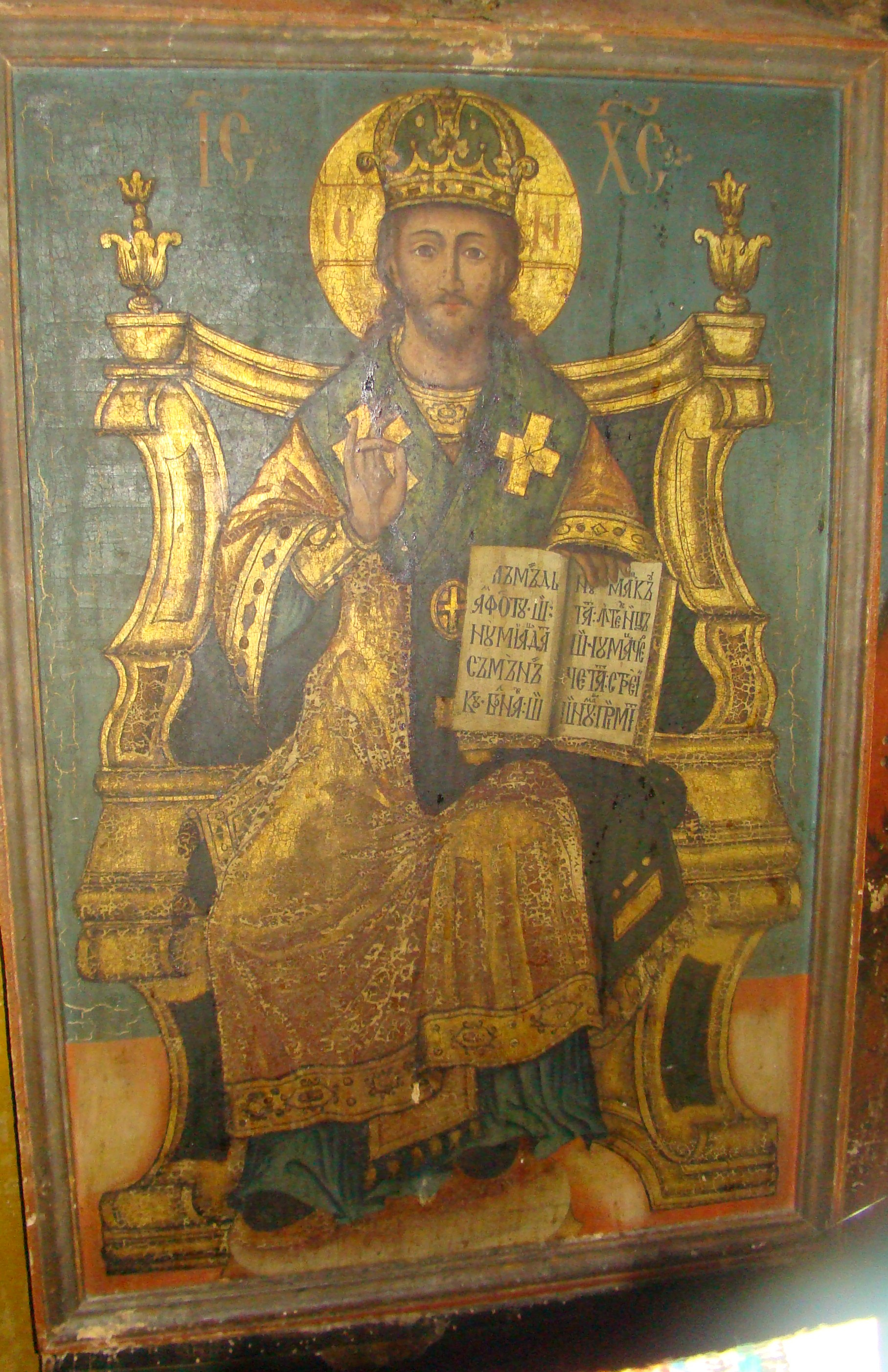
Iisus arhiereu

Biserica de lemn din Nistorești, comuna Nistorești, județul Vrancea a fost ridicată în secolul XVIII. Figurează pe Lista Monumentelor Istorice din anul 2010 cod LMI VN-II-m-B-06524.

## Istoric și trăsături
Biserica de lemn „Sfântul Nicolae”  a fost ridicată la cerința obștilor sătești a nistorenilor pe la finele secolului al-XVIII-lea. Anuarul Eparhiei Romanului ne confirmă existența unei biserici filială „Sfântul Nicolae” din Nistorești, construită din lemn, reparată la 1810, de locuitori, la 1920 de pr. I.D. Danțiș”. Dacă această biserică a fost refăcută de două ori la un interval de aproximativ 100 ani, iar atestarea documentară a satului este la 1792, putem lansa o ipoteză referitoare la perioada apariției lăcașului de cult. Planul trilobat și absida vestică poligonală sunt caracteristice arhitecturii bisericilor de zid, fapt ce determină încadrarea bisericii „Sfântul Nicolae” la sfârșitul secolului al XVIII-lea.
Acest lăcaș de cult a fost înălțat pe o fundatie din piatră de râu zidită cu mortar, adaptându-se terenului așezat în pantă. Pereții din bârne groase de lemn, ne prezintă un plan trilobat, cu abside poligonale.
„Adevărata măsură a priceperii meșterilor lemnari o ilustrează interiorul bisericii din Nistorești, unde, deasupra pronaosului, naosului și altarului, se derulează o succesiune de calote poligonale pe nervuri de lemn. Bolta de pe naos, cu aspect semisferic, sugerând cupola, are nervurile unite într-o frumoasă cheie decorată sugestiv cu motivul rozeteisolare, iar racordul cu bolta semicilindrică a altarului este făcută printr-un plan înclinat. Bolta pronaosului are o rezolvare mai deosebită, compunându-se dintr-un semicilindru orientat perpendicular pe axul bisericii și racordat cu baza poligonală a bolții prin fâșii curbe, trapezoidale.”
În interior, pe un fond gri-bleu, s-au pictat scenele prăznicare, în medalioane încadrate de picturi ce imită ramele sculptate în lemn. Către finele secolului al XIX-lea, interiorul a mai fost decorat cu icoane împărătești, pe lemn, cu chipurile „Maicii Domnului cu Pruncul”,
„Sfântului Nicolae”‚ „Mântuitorului” și al „Cuvioasei Paraschiva”.
Biserica a fost amplasată în mijlocul cimitirului, remarcându-se o cruce înaltă, ridicată în „memoria eroilor căzuți pe câmpul de luptă”.

## Imagini din exterior

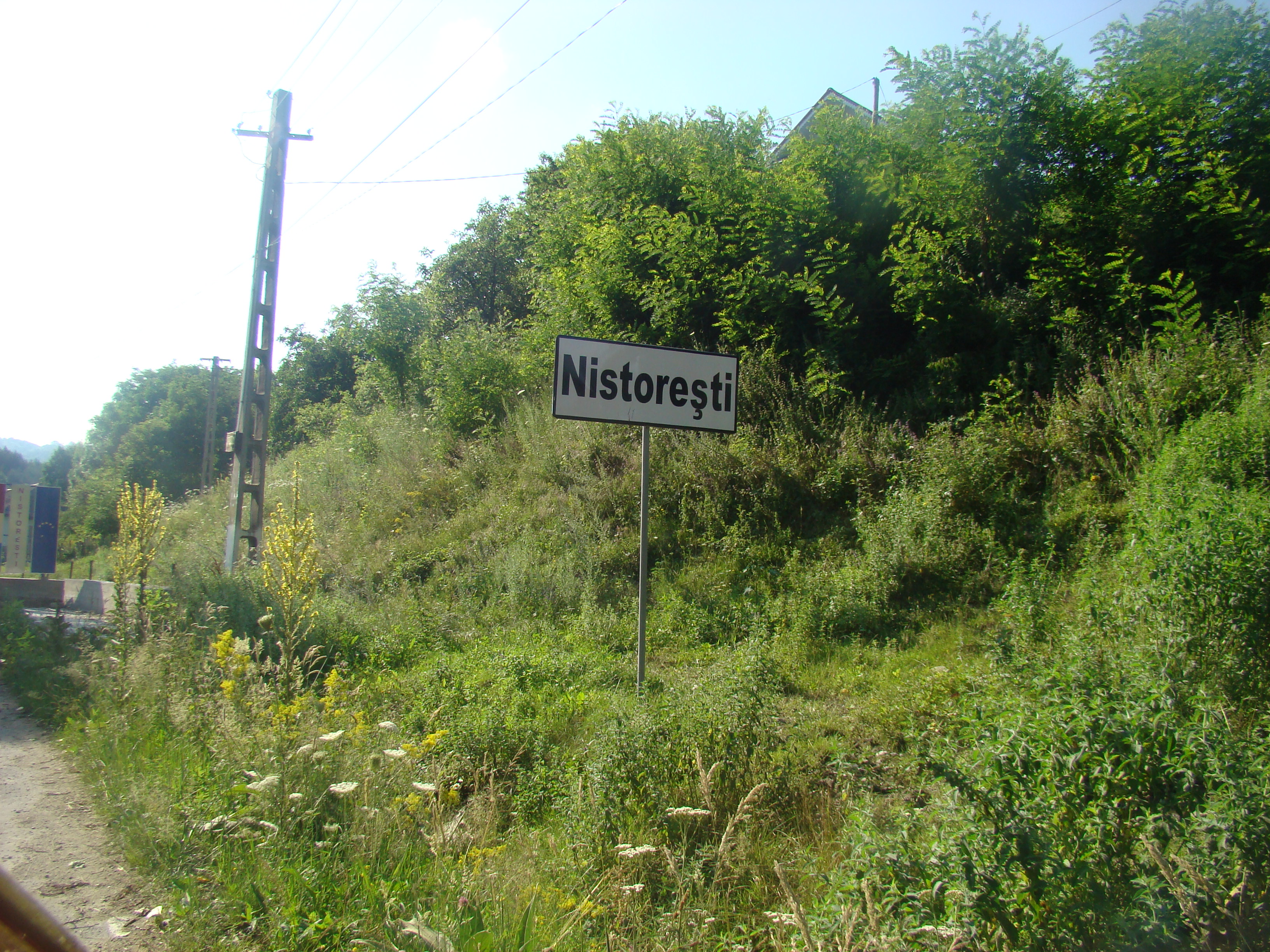
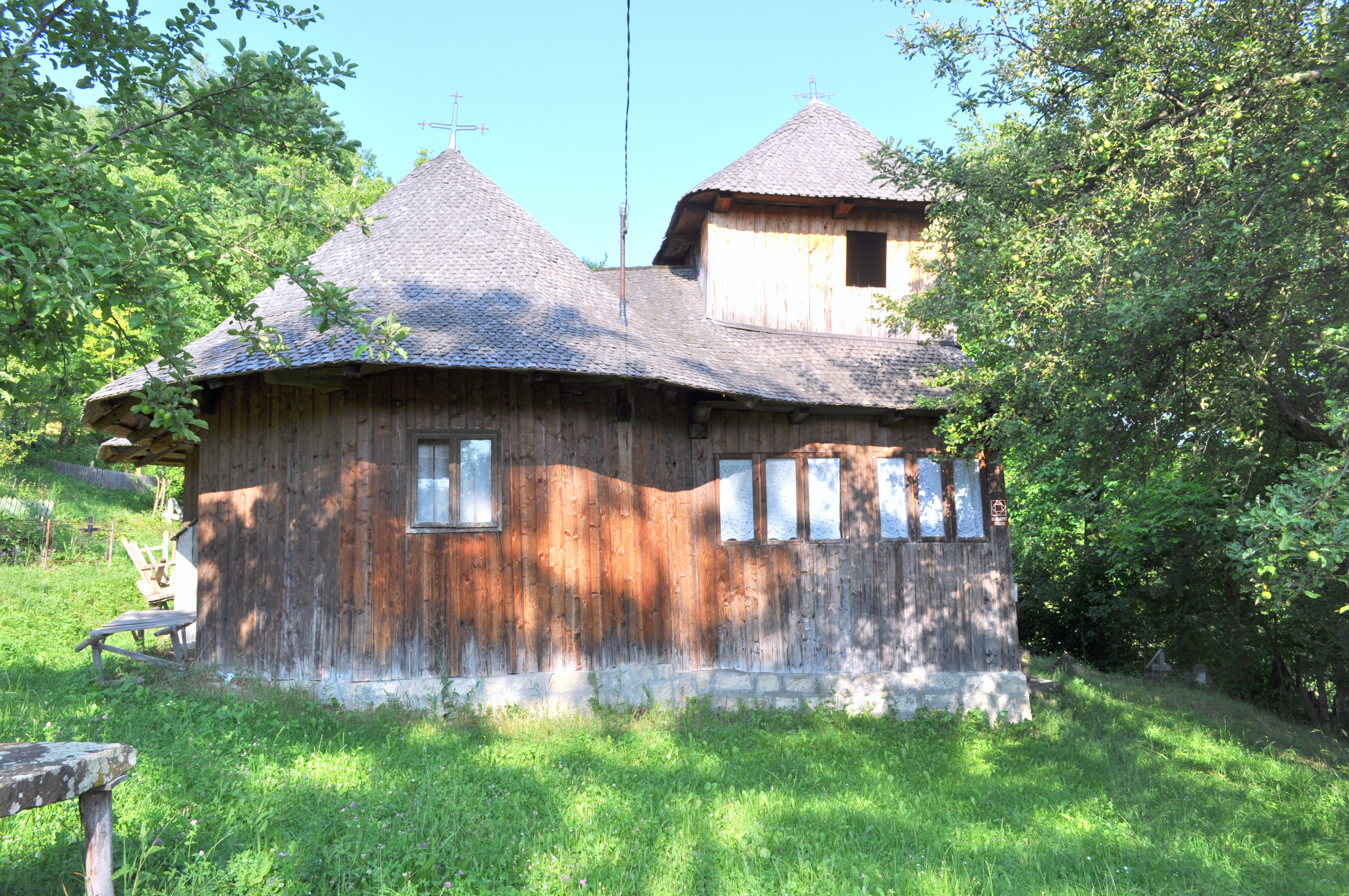
Biserica (nord)
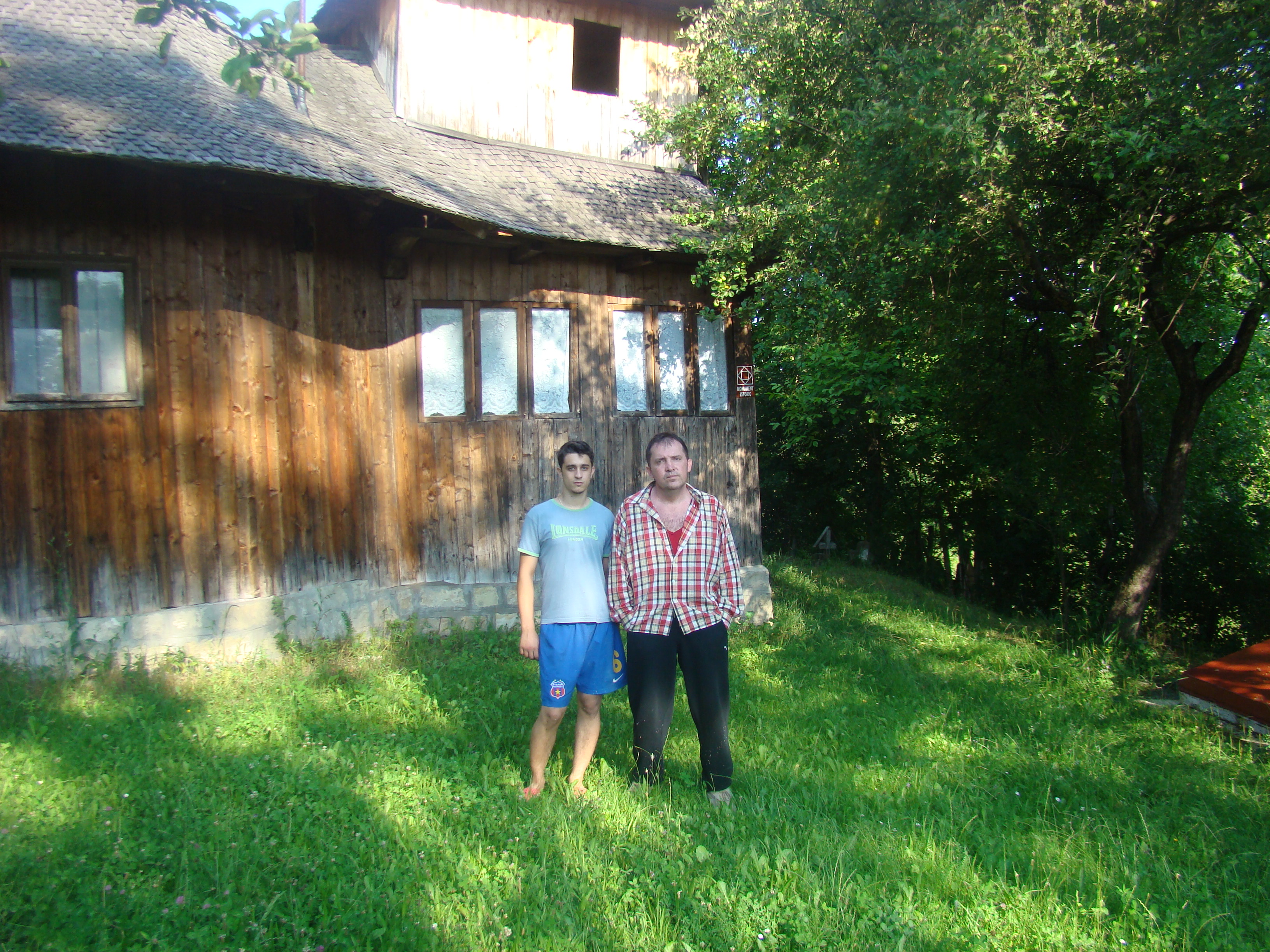
Dascălul (îngrijitorul bisericii) Aga Ștefan, student la teologie (foto, stânga)

## Imagini din interior

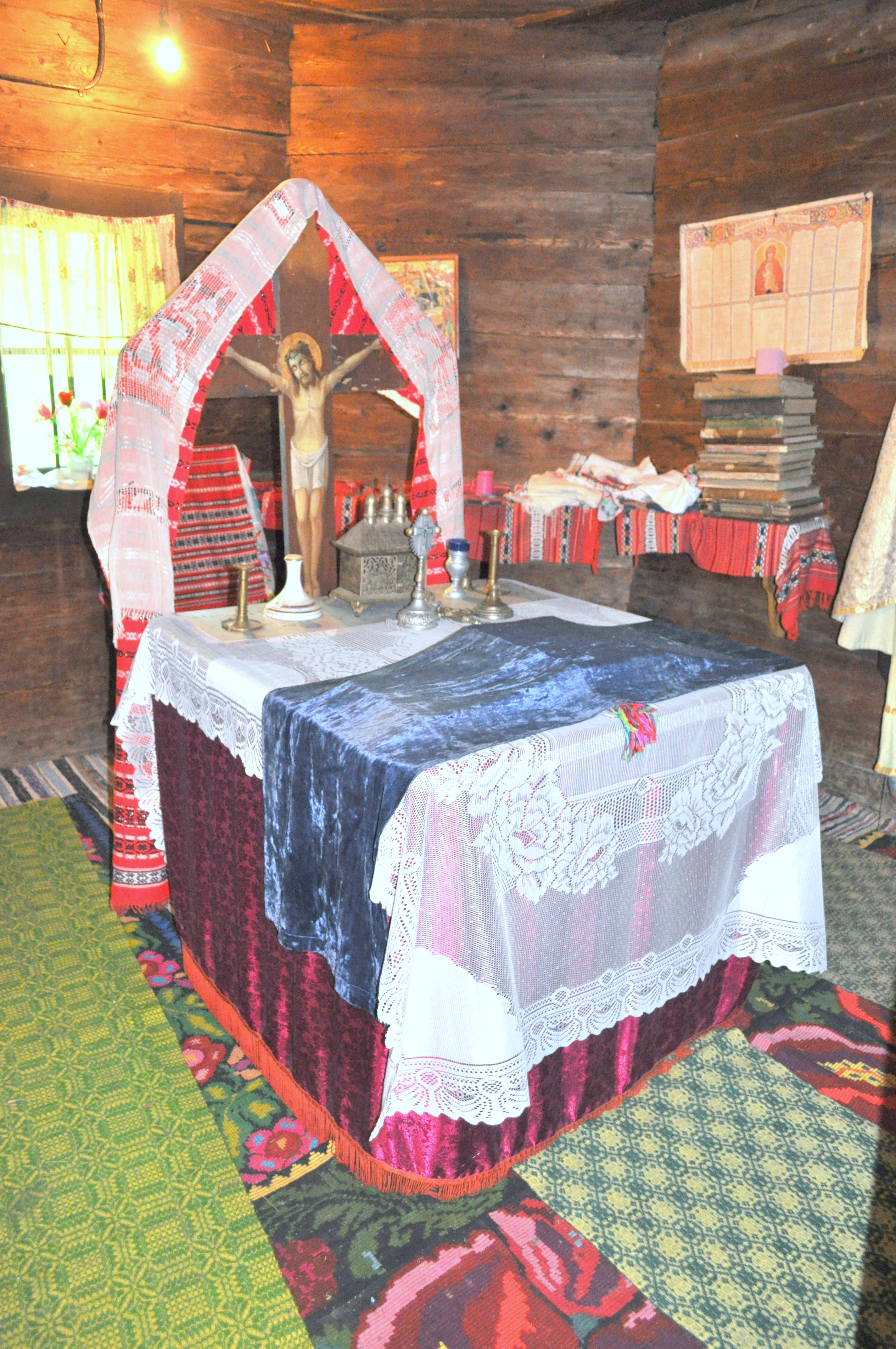
Masa altarului
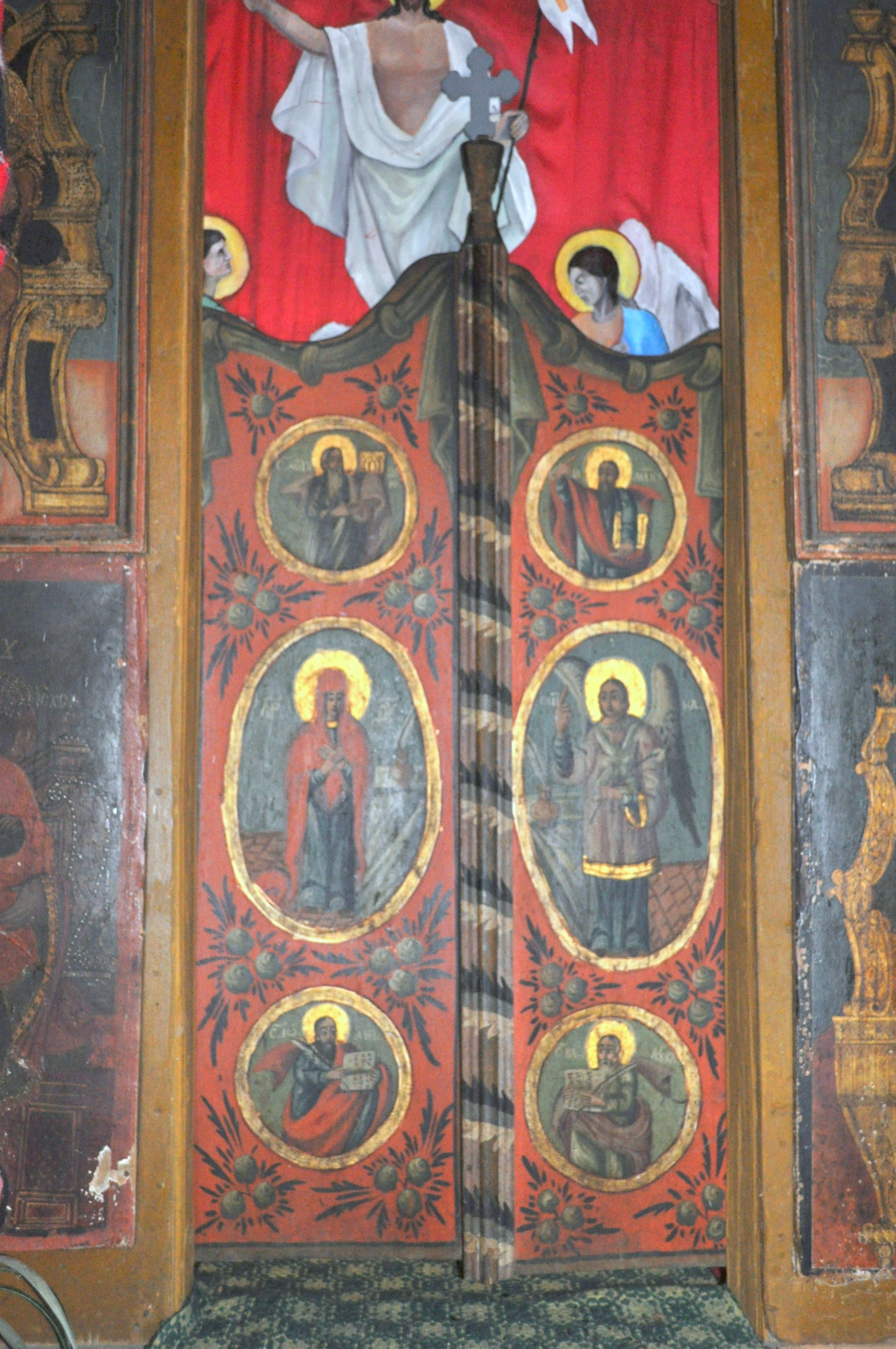
Uși împărătești
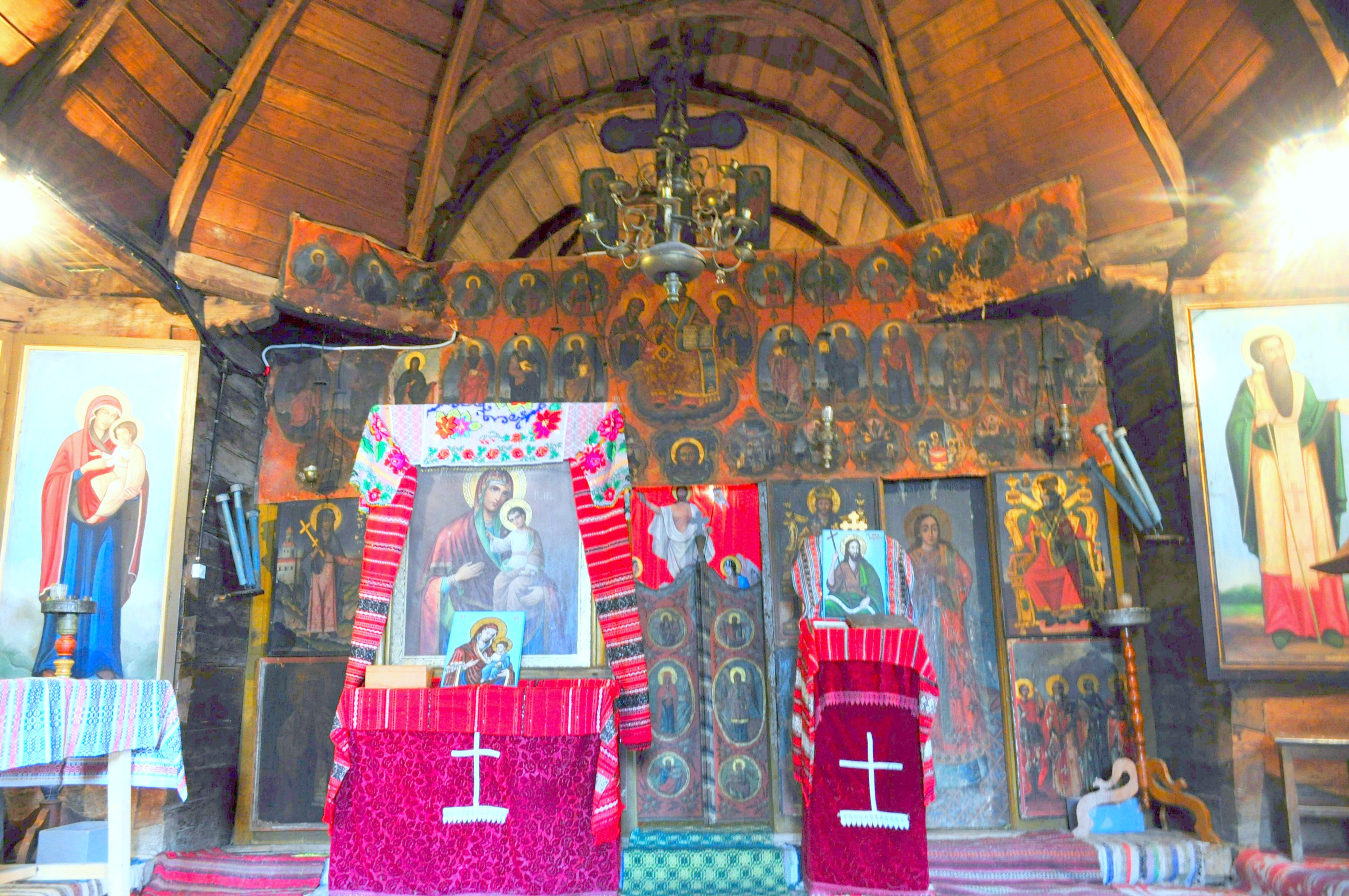
Interiorul navei
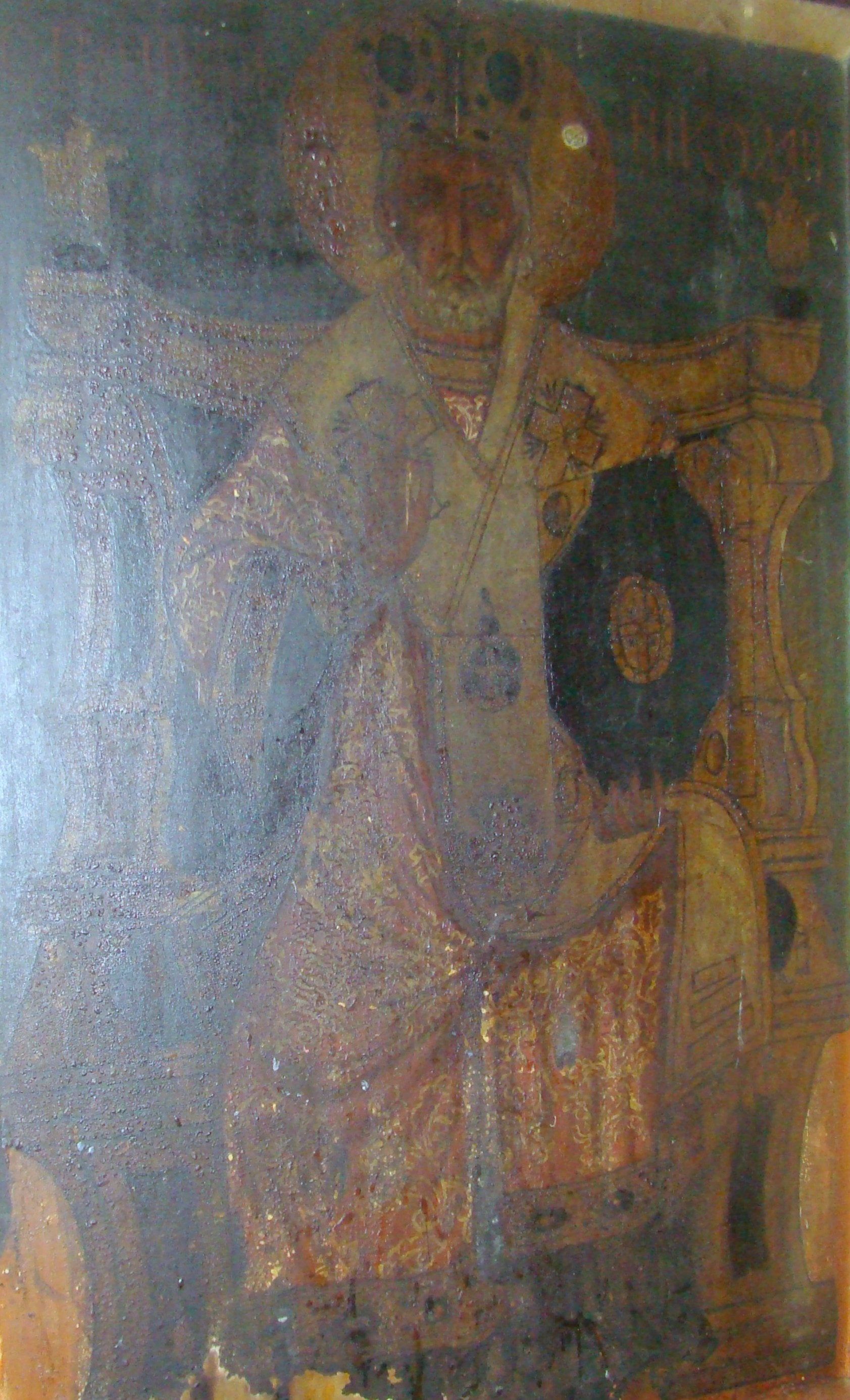
Icoana de hram
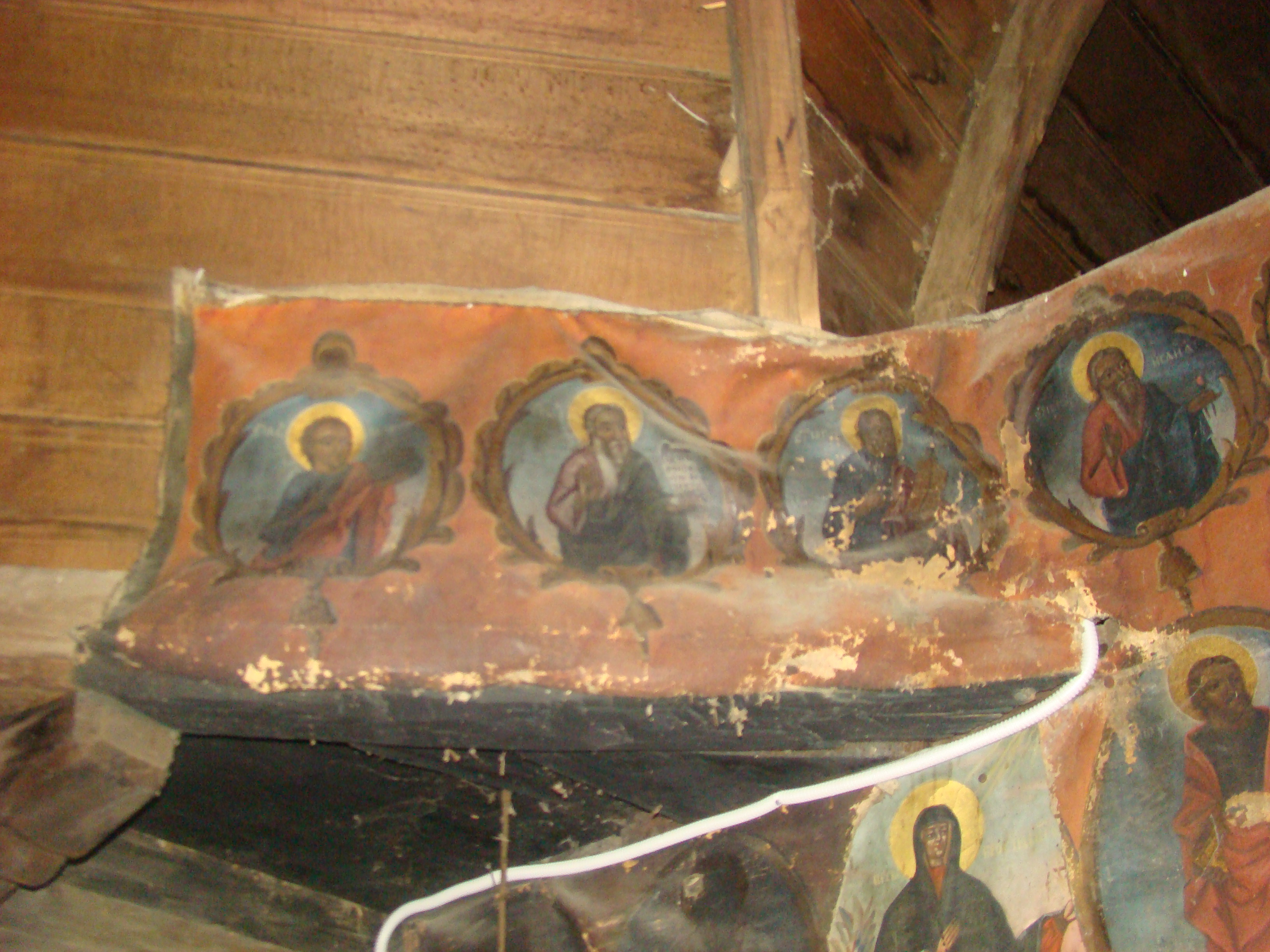
Catapeteasma (detaliu)
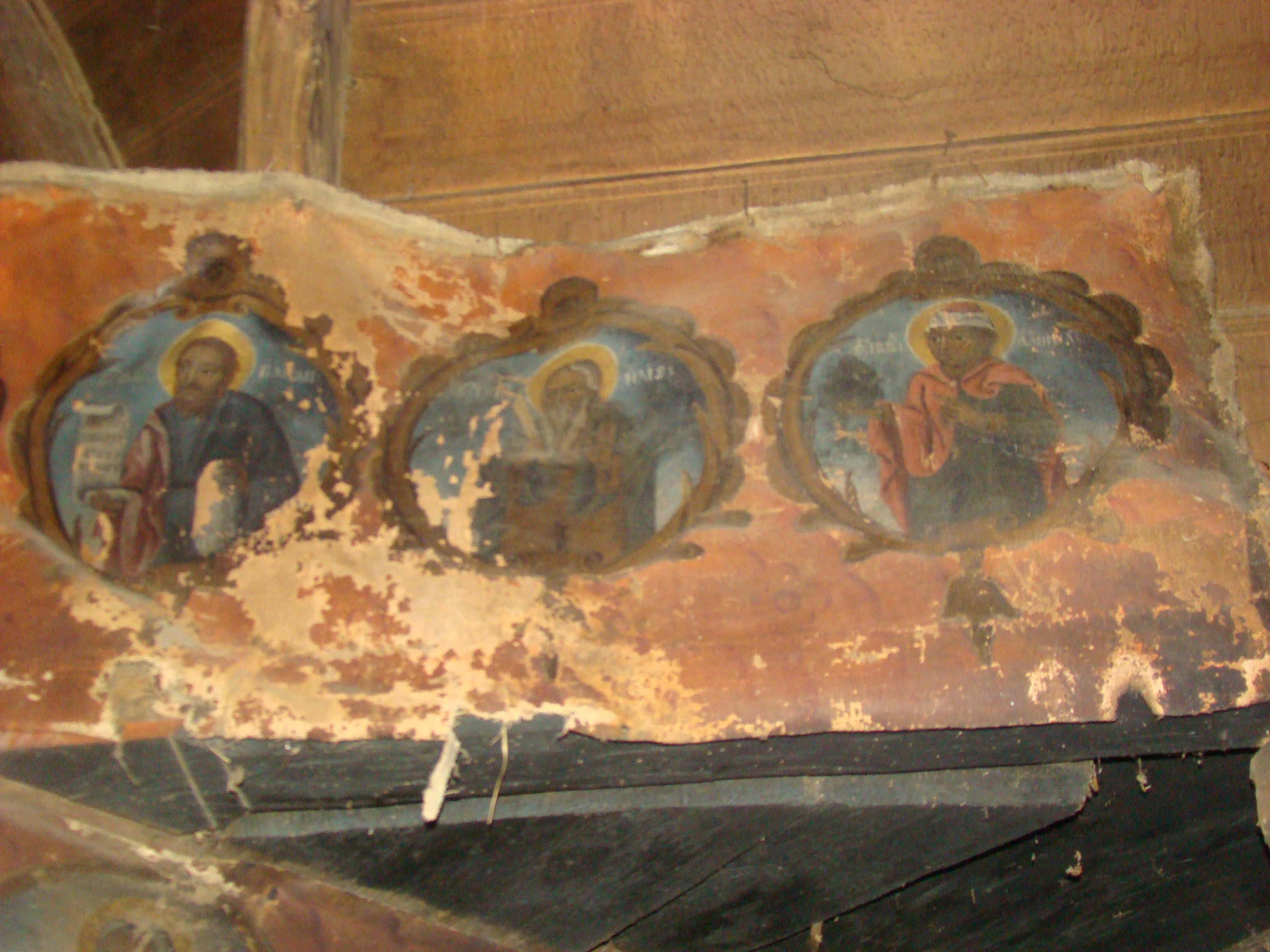
Catapeteasma (detaliu)
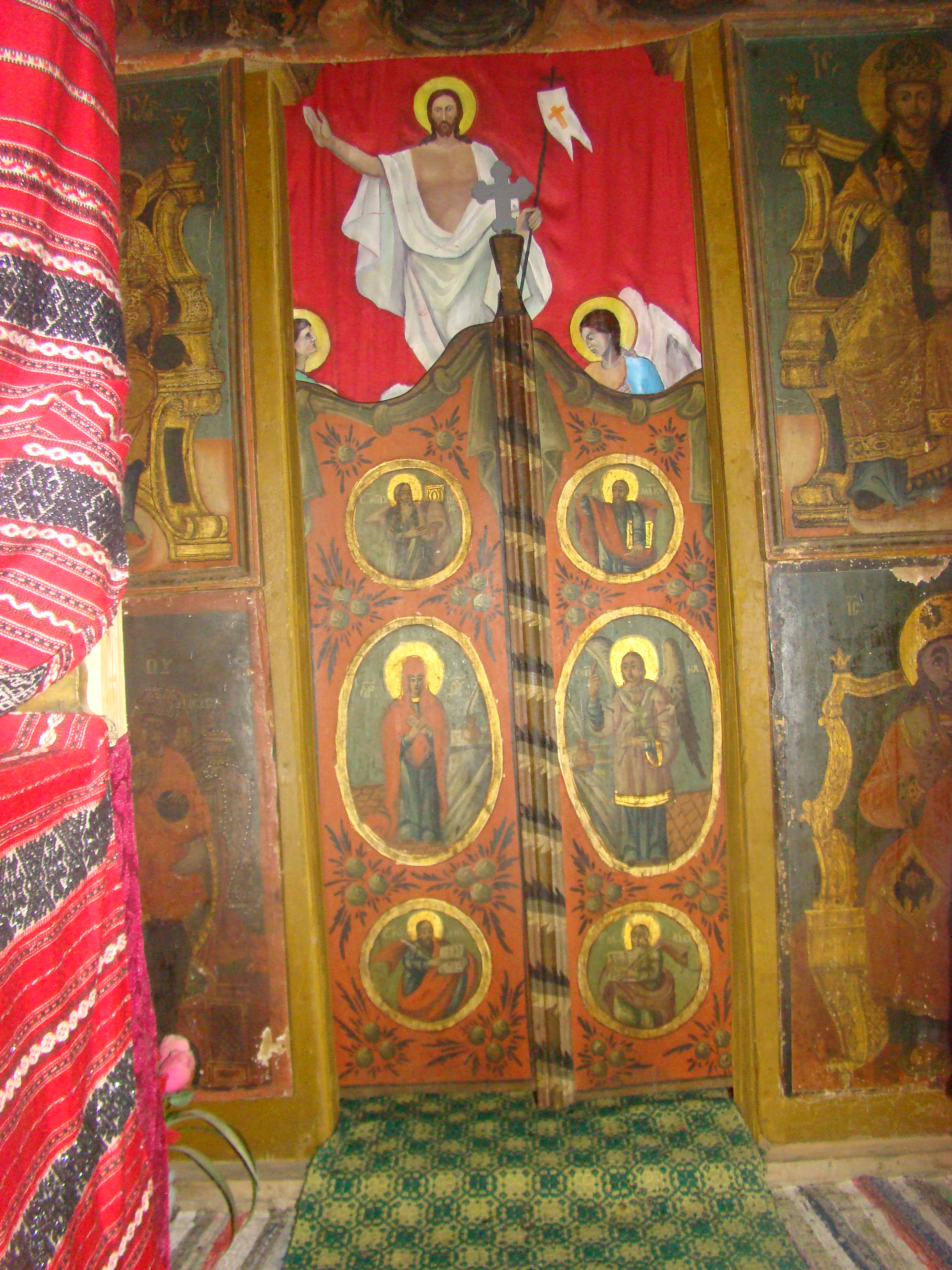
Uși împărătești
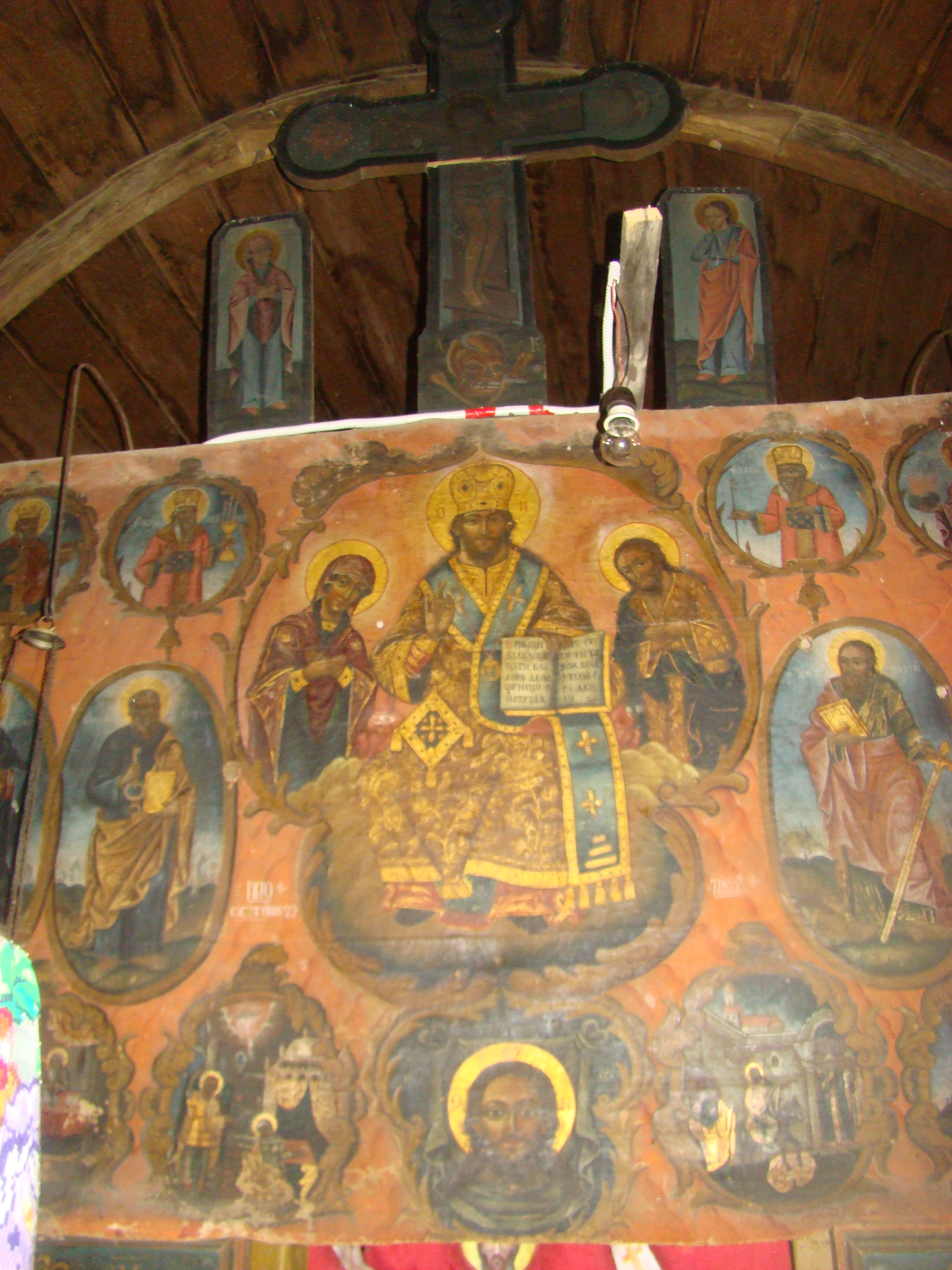
Catapeteasma (detaliu)
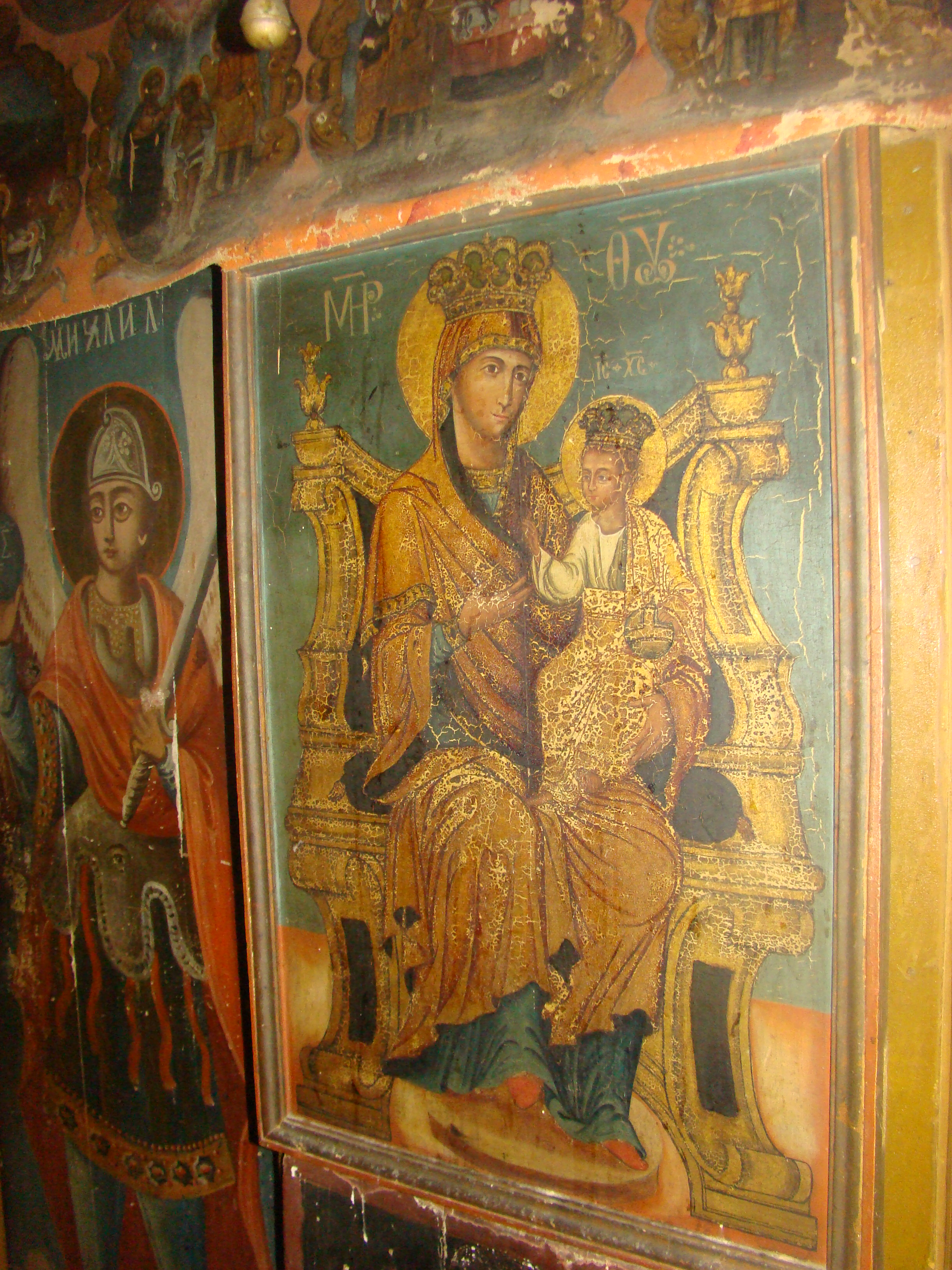
Maica Domnului cu Pruncul
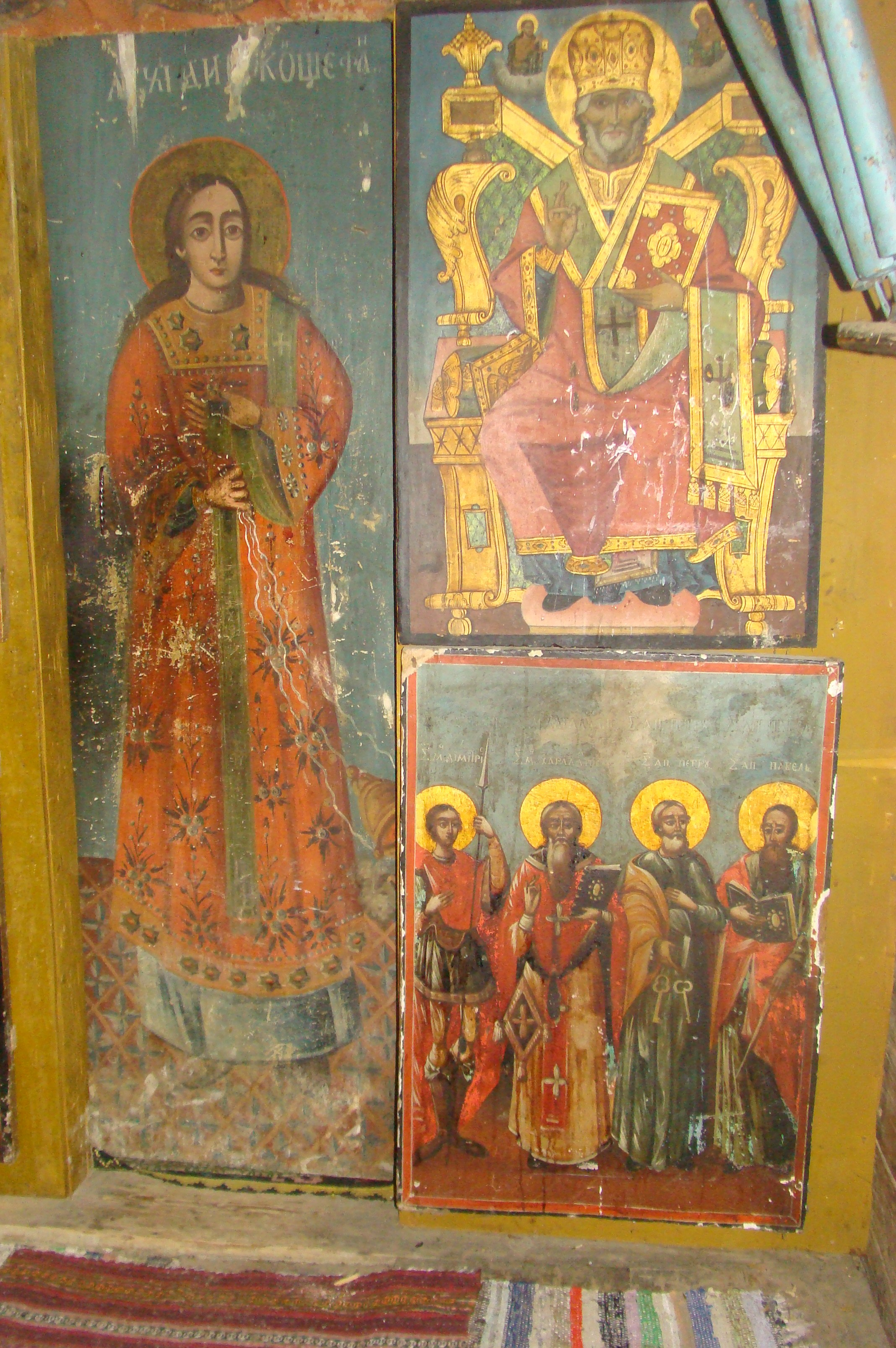
Ușă diaconească
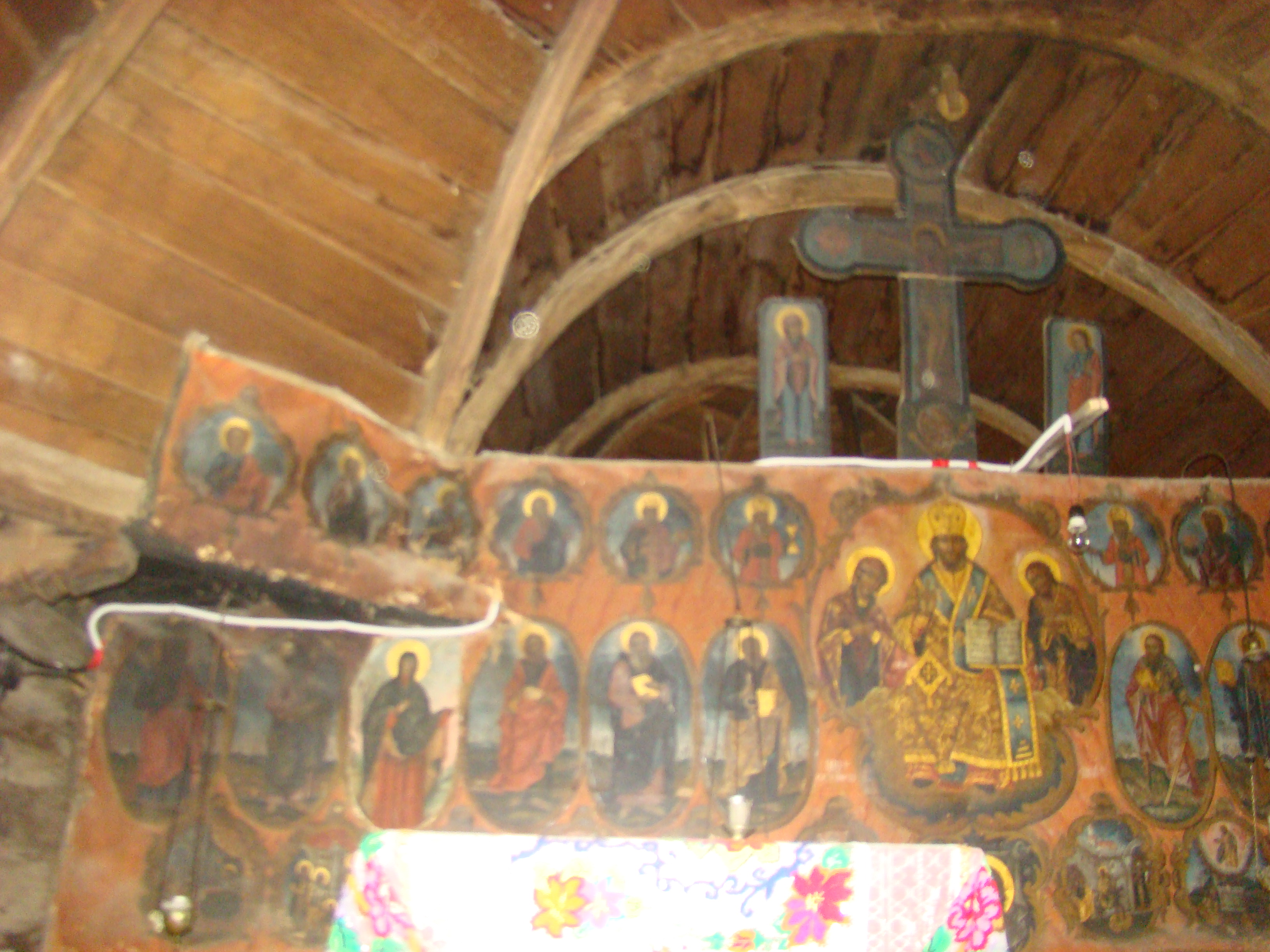
Iisus înconjurat de apostoli
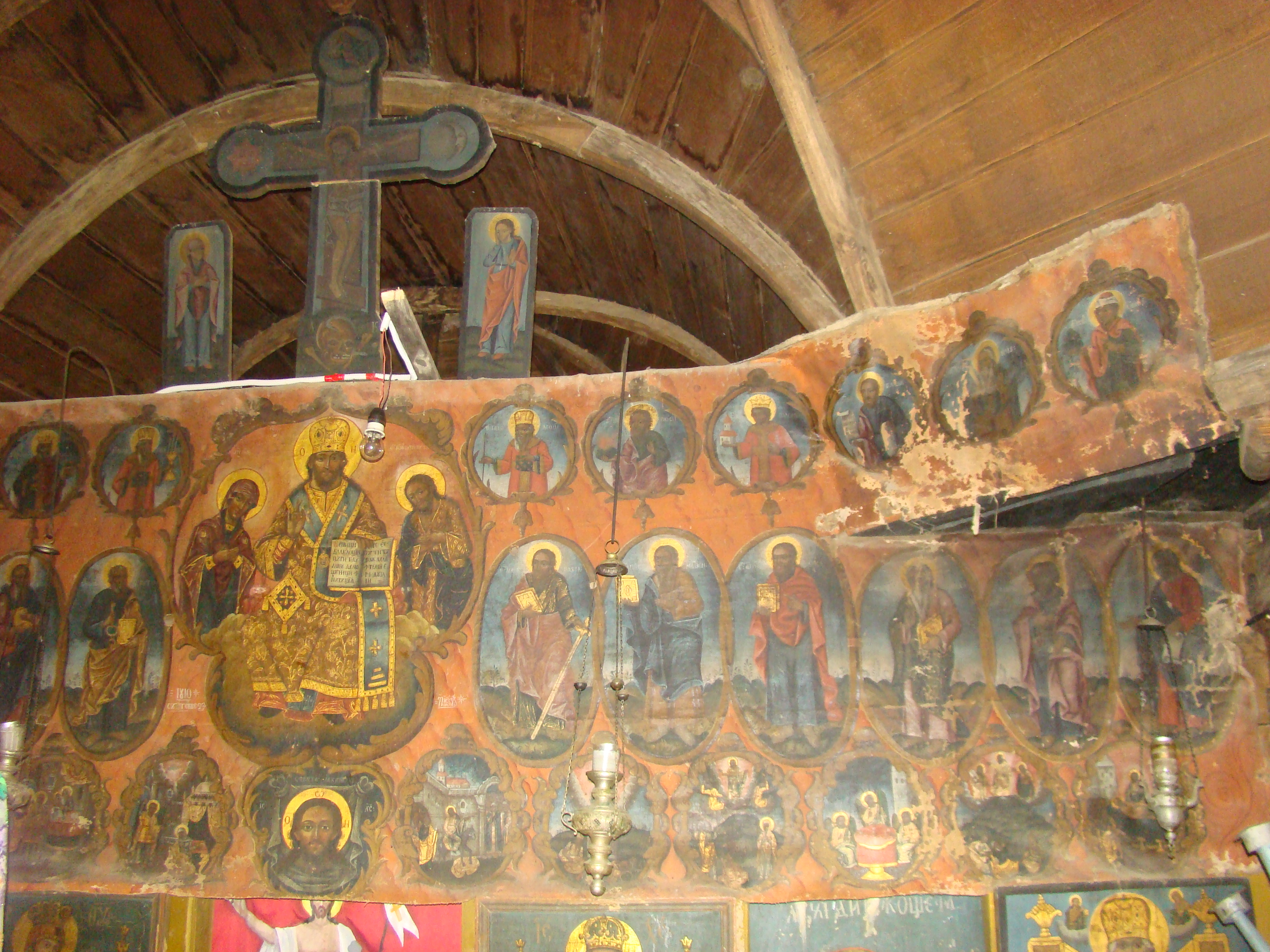
Iisus înconjurat de apostoli
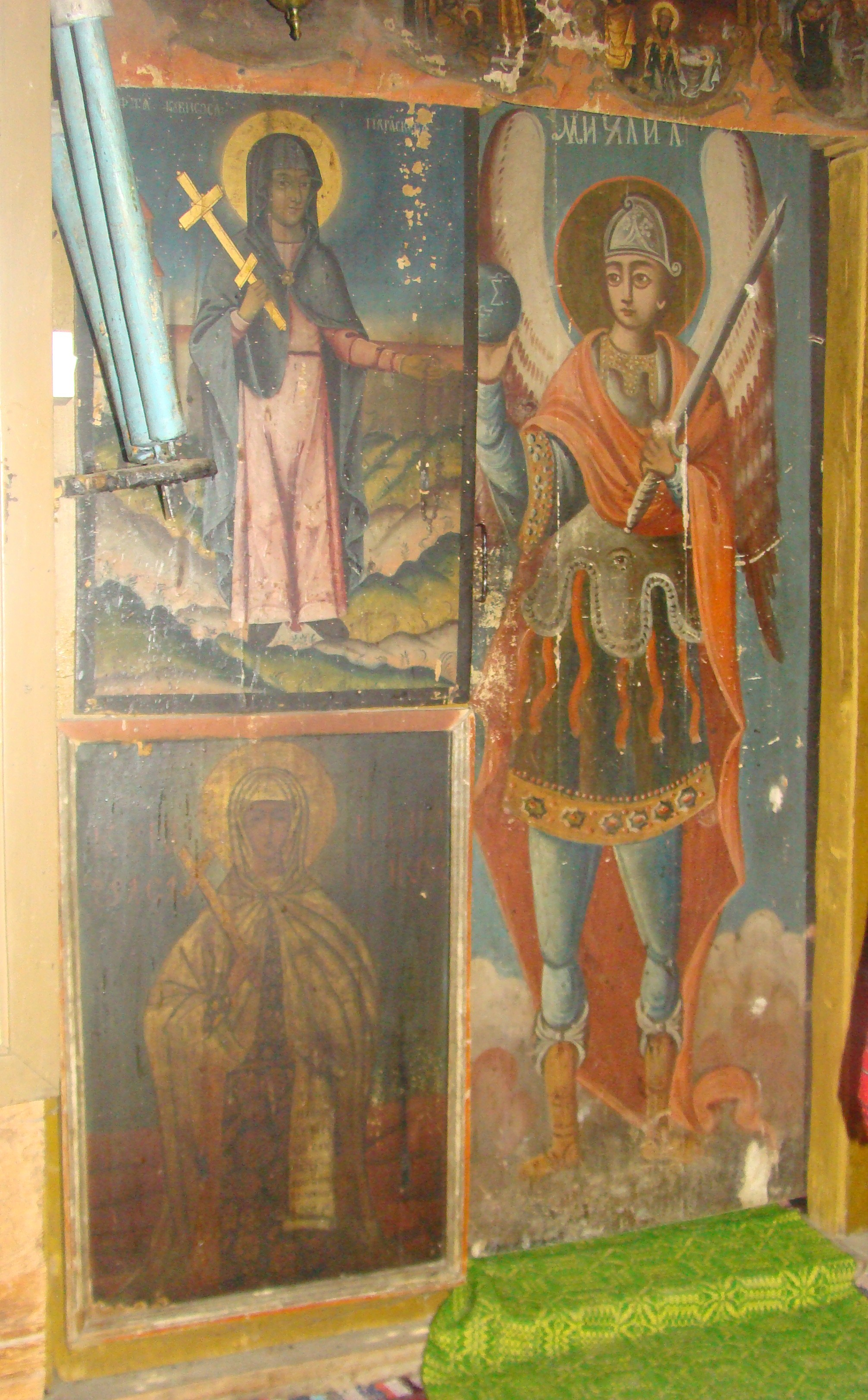
Ușă diaconească